# Phrynus alejandroi
Espèce
Phrynus alejandroi est une espèce d'amblypyges de la famille des Phrynidae.

## Distribution
Cette espèce est endémique des Antilles. Elle se rencontre à Porto Rico et en République dominicaine,.

## Description
La femelle holotype mesure 9,00 mm et le mâle paratype 9,00 mm.

## Étymologie
Cette espèce est nommée en l'honneur d'Alejandro J. Sánchez.

## Publication originale
- Armas & Teruel, 2010 : Nueva especie de Phrynus Lamarck, 1801 (Amblypygi: Phrynidae) de Puerto Rico. Boletín de La Sociedad Entomológica Aragonesa, vol. 47, p. 127-130 (texte intégral).